# Silley-Amancey
Silley-Amancey é uma comuna francesa na região administrativa de Borgonha-Franco-Condado, no departamento de Doubs. Estende-se por uma área de 5,16 km². Em 2010 a comuna tinha 143 habitantes (densidade: 27,7 hab./km²).